# Kolosblæksprutte
Kolosblæksprutten, også kaldet kolossalblæksprutten (Mesonychoteuthis hamiltoni) er den største kendte blæksprutte. Den lever på større dybder end en kilometer. Den tiarmede kolosblækspruttes eksakte størrelse og længde kendes ikke. Den formodes dog at kunne blive mindst 18 meter.

## Beskrivelse
Voksne kolosblæksprutter har øjne på størrelse med middagstallerkener eller fodbolde. Det er de største kendte øjne i dyreverdenen. Den bruger øjnene til at se byttet på de store dybder uden meget lys, hvor den lever. Den har otte arme og 2 fangarme med op til 25 halvmåneformede barberbladsskarpe kroge, der lynsnart kan sættes i et bytte, der kommer inden for rækkevidde. Krogene på fangarmene er forankret i muskler, der kan dreje krogene 360 grader.
En kolosblæksprutte har et skarpt næb, som minder om et papegøjenæb. Næbbet sidder ved armenes rod.

## Iagttagelser

### Filmet
Den 9. marts 2025 blev en ung kolosblæksprutte på 30 cm filmet for første gang på 600 meters dybde øst for Sydamerikas spids ved South Sandwich-øerne via et fjernstyret undervandsfartøj. Et unikt kendetegn ved kolosblæksprutten er, at den har kroge på alle arme - og dem kunne forskerne se.

### Fangne og fundne
Der er alene fanget 3 intakte kolosblæksprutter. Senest den 22. februar 2007 i det sub-antarktiske Rosshavet omkring 3.600 kilometer syd for Wellington. Der var tale om en halvvoksen hanblæksprutte på 450 kilogram og en samlet længde på omkring ti meter.
Der er fundet yderligere 5 delvist opløste eksemplarer i maven på kaskelothvaler.

## Fabeldyr
På grund af manglen på konkrete beviser på kolosblækspruttens eksistens, blev den gennem en årrække kategoriseret under kryptozoologi som et fabeldyr eller som et levende væsen, hvis eksistens, der ikke var tilstrækkeligt bevis for.